# Calvary (Géorgie)
 (avril 2025).
Pour les articles homonymes, voir Calvary (homonymie).
Calvary est une census-designated place située dans le comté de Grady, dans l’État de Géorgie, aux États-Unis. Lors du recensement de 2020, elle comptait 129 habitants.